# John Joseph Snyder
John Joseph Snyder (ur. 25 października 1925 w Nowym Jorku, zm. 27 września 2019) – amerykański duchowny katolicki, biskup Saint Augustine w latach 1979–2000.

## Życiorys
Ukończył seminarium duchowne Niepokalanego Poczęcia w Huntington. Święcenia kapłańskie otrzymał 9 czerwca 1951 z rąk abpa Thomasa Molloya i inkardynowany został do diecezji Brooklyn. W latach 1968–1972 był sekretarzem biskupa Brooklynu Francisa Mugavero.
13 grudnia 1972 papież Paweł VI mianował go biskupem pomocniczym Brooklynu ze stolicą tytularną Forum Popilii. Sakry udzielił mu bp Mugavero.
17 lipca 1984 mianowany ordynariuszem diecezji z siedzibą w Saint Augustine na Florydzie. 12 grudnia 2000 papież Jan Paweł II przyjął jego rezygnację z powodu osiągnięcia wieku emerytalnego.